# Tetraleurodes contigua
Tetraleurodes contigua es un hemíptero de la familia Aleyrodidae, con una subfamilia: Aleyrodinae.
Fue descrita científicamente por primera vez por Sampson & Drews en 1941.